# Шухевич Юрій Осипович
Юрій Осипович Шухевич (3 серпня 1910, смт. Краковець — 26 червня 1941, Львів) — український спортсмен, співак-тенор, брат Романа Шухевича. Працював інженером-геодезистом.

## Життєпис
Закінчив Академічну гімназію у Львові. Був членом Пласту (1 курінь ім. П. Сагайдачного, 10 курінь УСП «Чорноморці»).
Закінчивши музичний інститут, співав в опері разом з братом Романом.
1928 року у Львові організовується студентський квартет «Ревелєрси Євгена» («Львівські ревелєрси») під орудою Євгена Козака. За фортепіано у цьому квартеті був Роман Шухевич, а одним із солістів — його рідний брат Юрій Шухевич.

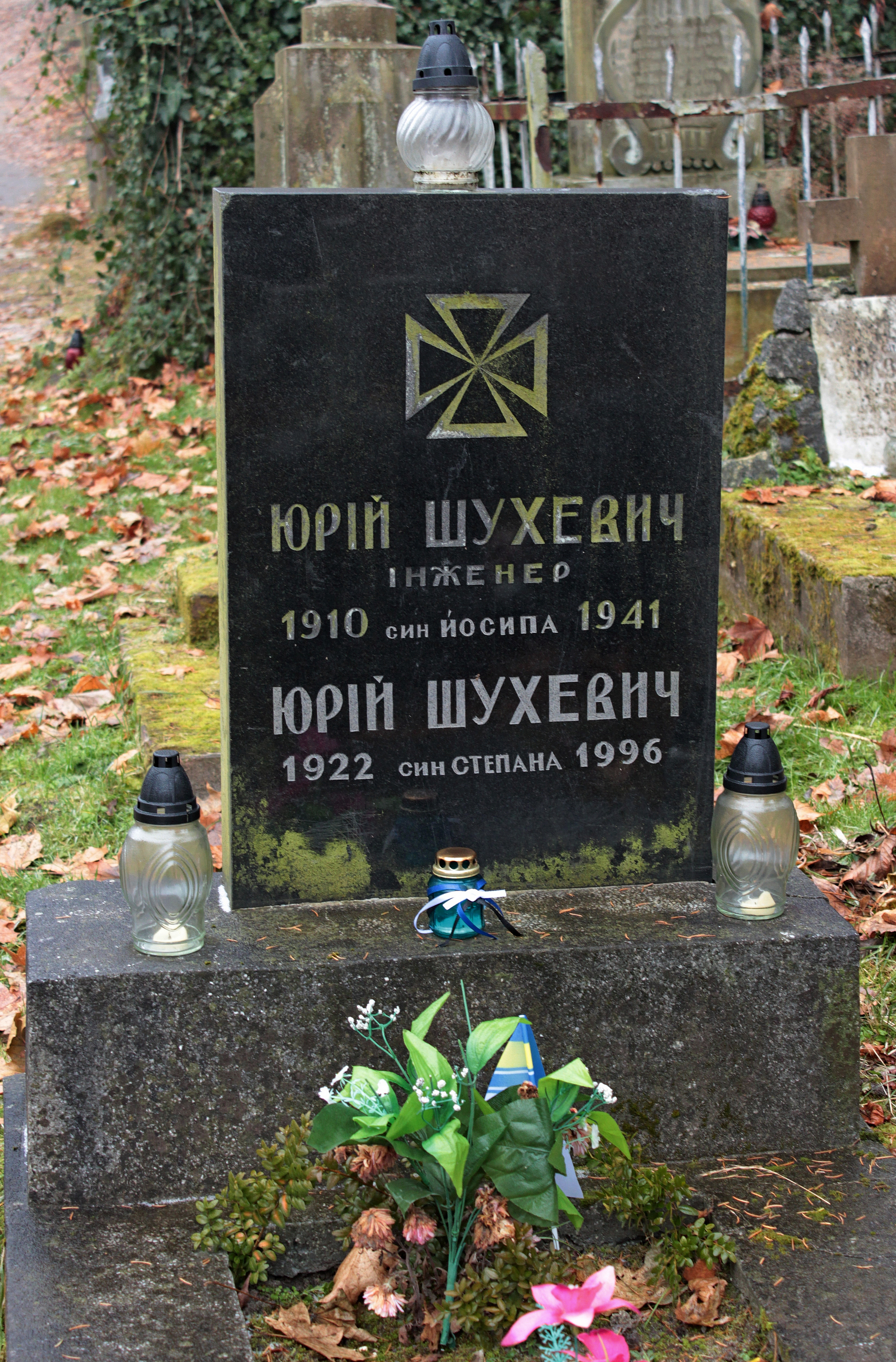
Могила Юрія Шухевича на 64 полі Личаківського цвинтаря

Замордований у червні 1941 НКВД у львівській тюрмі на вул. Лонцького (сучасна вул. Ірини Калинець). Тіло брата знайшов Роман Шухевич серед понівечених трупів і поховав на 64 полі Личаківського  цвинтаря.

## Вшанування пам'яті
В Івано-Франківську є вулиця Шухевичів, названа на честь не лише Юрія, а й усієї його героїчної родини.